# Hiekel
Hiekel is een Duits historisch merk van motorfietsen.
De bedrijfsnaam was: Maschinenfabrik Curt Hiekel, Leipzig-Thekla.
"Robuust" is wellicht de beste benaming voor de motorfietsen die Curt Hiekel van 1925 tot 1932 vrijwel onveranderd produceerde. In Duitsland kregen dergelijke machines de naam "Bauernmotorrad". Het waren pure gebruiksmotorfietsen, hoewel er naast de normale uitvoering ook een sportmodel bestond. De 350cc-tweetaktmotor werd in eigen beheer geproduceerd. De klant kon wel details laten aanpassen. Zo kon men kiezen voor een model met een trommelrem in het voor- en het achterwiel, maar omdat voorwielremmen nog niet zo in zwang waren kon ook een dubbele trommelrem in het achterwiel worden gebouwd. De linker trommelrem van het achterwiel zat in het kettingtandwiel en werd met de voetrem bediend. De rechter trommelrem werd via een bowdenkabel door het remhendel bediend. Sommige modellen hadden een schakelhefboom naast de tank, andere een schakelhefboom rechtstreeks op de versnellingsbak.
Het opgegeven motorvermogen bedroeg 12 pk, maar er moeten verschillen in de motorblokken zijn geweest, want voor het toermodel werd een topsnelheid van 85 km/uur opgegeven en voor het sportmodel niet minder dan 120 km/uur.